# Cathédrale Saint-Jean-Baptiste de Prešov
Cette  cathédrale n’est pas la seule cathédrale Saint-Jean-Baptiste.
La cathédrale Saint-Jean-Baptiste (en slovaque : Katedrála svätého Jána Krstiteľa) est une cathédrale de l'Église grecque-catholique slovaque située à Prešov en Slovaquie. C'est la cathédrale de l'archéparchie de Prešov.